# Eupsilia opaca
Eupsilia opaca är en fjärilsart som beskrevs av Ralph L. Chermock 1940. Eupsilia opaca ingår i släktet Eupsilia och familjen nattflyn. Inga underarter finns listade i Catalogue of Life.